# Atletica leggera ai Giochi della IV Olimpiade - Marcia 3500 metri
La competizione dei 3500 di marcia di atletica leggera dei Giochi della IV Olimpiade si tenne il giorno 15 luglio 1908 allo Stadio di White City a Londra.

## Risultati

### Batterie
Si disputarono 3 batterie, i primi tre classificati accedevano alla finale.
1ª Batteria
| Pos. | Atleta          | Nazione     | Tempo   |
| ---- | --------------- | ----------- | ------- |
| 1    | George Larner   | Regno Unito | 15'32"0 |
| 2    | Harry Kerr      | Australasia | 16'02"2 |
| 3    | Bill Palmer     | Regno Unito | 16'33"2 |
| 4    | Paul Gunia      | Germania    | 16'48"2 |
| 5    | Sydney Sarel    | Regno Unito | 17'06"0 |
| 6    | Arne Højme      | Danimarca   | 17'23"4 |
| 7    | Jo Goetzee      | Paesi Bassi | 17'47"8 |
| -    | William Brown   | Regno Unito | SQ      |
| -    | Alfred Yeoumans | Regno Unito | SQ      |
| -    | Piet Soudyn     | Paesi Bassi | SQ      |

2ª Batteria
| Pos. | Atleta              | Nazione     | Tempo   |
| ---- | ------------------- | ----------- | ------- |
| 1    | Ernie Webb          | Regno Unito | 15'17"2 |
| 2    | Charles Vestergaard | Danimarca   | 17'07"0 |
| 3    | Einar Rothman       | Svezia      | 17'40"2 |
| 4    | Willem Winkelman    | Paesi Bassi | 17'57"6 |
| 5    | István Drubina      | Ungheria    | 18'44"6 |
| 6    | Piet Ruimers        | Paesi Bassi | 18'44"6 |
| -    | Richard Quinn       | Regno Unito | SQ      |
| -    | John Reid           | Regno Unito | SQ      |

3ª Batteria
| Pos. | Atleta           | Nazione     | Tempo   |
| ---- | ---------------- | ----------- | ------- |
| 1    | George Goulding  | Canada      | 15'54"0 |
| 2    | Richard Harrison | Regno Unito | 16'04"4 |
| 3    | Albert Rowland   | Australasia | 16'08"6 |
| 4    | Ernest Larner    | Regno Unito | 16'10"0 |
| 5    | Jack Butler      | Regno Unito | 16'17"0 |
| 6    | Richard Wilhelm  | Germania    | 17'33"8 |
| 7    | Jan Huijgen      | Paesi Bassi | 17'43"0 |

### Finale
| Pos.    | Paese       | Atleta              | Età | Tempo   |
| ------- | ----------- | ------------------- | --- | ------- |
| Oro     | Regno Unito | George Larner       | 33  | 14'55"0 |
| Argento | Regno Unito | Ernest Wett         | 34  | 15'07"4 |
| Bronzo  | Australasia | Harry Kerr          | 29  | 15'43"4 |
| 4       | Canada      | George Goulding     | 23  | 15'49"8 |
| 5       | Australasia | Albert Rowland      | 23  | 16'07"0 |
| 6       | Danimarca   | Charles Vestergaard | 24  | 17'21"8 |
| 7       | Svezia      | Einar Rothman       | 20  | 17'50"0 |
| -       | Regno Unito | Bill Palmer         | 26  | Rit.    |
| -       | Regno Unito | Richard Harrison    | 23  | SQ      |